# FK Radnički Obrenovac
FK Radnički Obrenovac (Servisch: ФК Раднички Обреновац) is een Servische voetbalclub uit de stad Obrenovac. De club werd opgericht in 1927.
Van 2002 tot 2002 promoveerde de club drie keer op rij en belandde zo in de hoogste klasse. Daar speelde de club twee seizoenen en degradeerde dan twee keer op rij. Vanaf seizoen 2005-2006 tot nu (eind 2011) speelt de club in de derde klasse.

## Recente eindstanden
| Seizoen | Comp.        | Pl. | Wed | W  | G  | V  | DV | DT | Ptn | Beker               | Opmerking            |
| ------- | ------------ | --- | --- | -- | -- | -- | -- | -- | --- | ------------------- | -------------------- |
| 1999-00 | 4 - Belgrado | 3   | 42  | 24 | 9  | 9  | 88 | 40 | 81  | niet gekwalificeerd | Gepromoveerd         |
| 2000-01 | 3 - Belgrado | ?   | ?   | ?  | ?  | ?  | ?  | ?  | ?   | niet gekwalificeerd | Gepromoveerd         |
| 2001-02 | 2 - Noord    | 1   | 34  | 22 | 8  | 4  | 47 | 15 | 74  | Kwartfinale         | Gepromoveerd         |
| 2002-03 | 1            | 12  | 34  | 11 | 11 | 12 | 35 | 41 | 44  | niet gekwalificeerd |                      |
| 2003-04 | 1            | 15  | 30  | 4  | 12 | 14 | 18 | 47 | 24  | 1/16                | Gedegradeerd         |
| 2004-05 | 2 - Servië   | 17  | 38  | 11 | 10 | 17 | 26 | 50 | 43  | 1/16                | Degradatie-eindronde |
| 2005-06 | 3 - Belgrado | 16  | 38  | 14 | 4  | 20 | 45 | 56 | 46  | niet gekwalificeerd |                      |
| 2006-07 | 3 - Belgrado | 7   | 34  | 14 | 10 | 10 | 44 | 31 | 52  | niet gekwalificeerd |                      |